# Porrhomma microcavense
Porrhomma microcavense är en spindelart som beskrevs av Jörg Wunderlich 1990. Porrhomma microcavense ingår i släktet Porrhomma och familjen täckvävarspindlar. Inga underarter finns listade i Catalogue of Life.